# Велико Двориште
Велико Двориште је насељено мјесто у општини Козарска Дубица, Република Српска, БиХ. Према попису становништва из 1991. у насељу је живјело 384 становника.

## Становништво
Према попису становништва из 1991. године, мјесто је имало 384 становника.
| Демографија | Демографија | Демографија |
| Година      | Становника  | Становника  |
| ----------- | ----------- | ----------- |
| 1948.       | 362         |             |
| 1953.       | 373         |             |
| 1961.       | 390         |             |
| 1971.       | 386         |             |
| 1981.       | 371         |             |
| 1991.       | 384         |             |